# Djalil Chahnaz
Djalil Chahnaz est un musicien classique persan et un joueur de târ.
Né en 1921 à Ispahan, en Iran, Chahnaz étudia sous la supervision d'Abdolhossein Chahnazi et son frère Hossein Chahnaz.

Selon le livre Musiciens persans écrit par Pejman Akbarzadeh : 

« Chahnaz commença ses activités en 1949 à Radio Ispahan et en 1957, il fut invité à coopérer avec Radio Téhéran dans la capitale, il travailla en tant que soliste au programme Golha (« Fleurs ») et aussi plus tard, il était très actif dans les programmes de musique persane du Festival des arts de Chiraz-Persépolis.
À la fin des années 1980, Chahnaz devint membre du Persian Ensemble Musique Maestros. L'ensemble réalisait de nombreux concerts à l'intérieur et à l'extérieur de l’Iran. »

L'ensemble vocal Shadjarian a donné à son groupe vocal le plus récent le nom de « Shahnaz », en l'honneur de Djalil Chahnaz
Chahnaz mourut à Téhéran le 17 juin 2013.

## Discographie
- Atr Afshan (tar solo, accompagné par Mohammad Esmaeili, tombak).

- Zaban-e tar (tar solo, accompagné par Jahangir Malek, tombak).

- 15 Pieces for Tar & Setar (transcription de Houshang Zarif). Soroud Publications, Téhéran, 2000.